# Celestus carraui
Celestus carraui är en ödleart som beskrevs av  Inchaústegui SCHWARTZ och HENDERSON 1985. Celestus carraui ingår i släktet Celestus och familjen kopparödlor. Inga underarter finns listade i Catalogue of Life.